# Sävsjötjärnarna
Sävsjötjärnarna är en sjö i Mora kommun i Dalarna och ingår i Dalälvens huvudavrinningsområde. Sjöns area är 0,2904 kvadratkilometer och den befinner sig 323,5 meter över havet.